# Федеральный институт Параны
Федеральный институт образования, науки и технологий штата Парана (IFPR), также известный как Федеральная техническая школа Федерального университета штата Парана (ET-UFPR), представляет собой учебное заведение, предлагающее высшее и профессиональное образование в формате множественного обучения. Это многопрофильное учреждение, специализирующееся на предоставлении профессионального и технологического образования в различных областях знаний, включая биологию, гуманитарные науки и STEM-дисциплины.
IFPR — это государственное федеральное учреждение, находящееся в непосредственном подчинении Министерства образования Бразилии.

## История

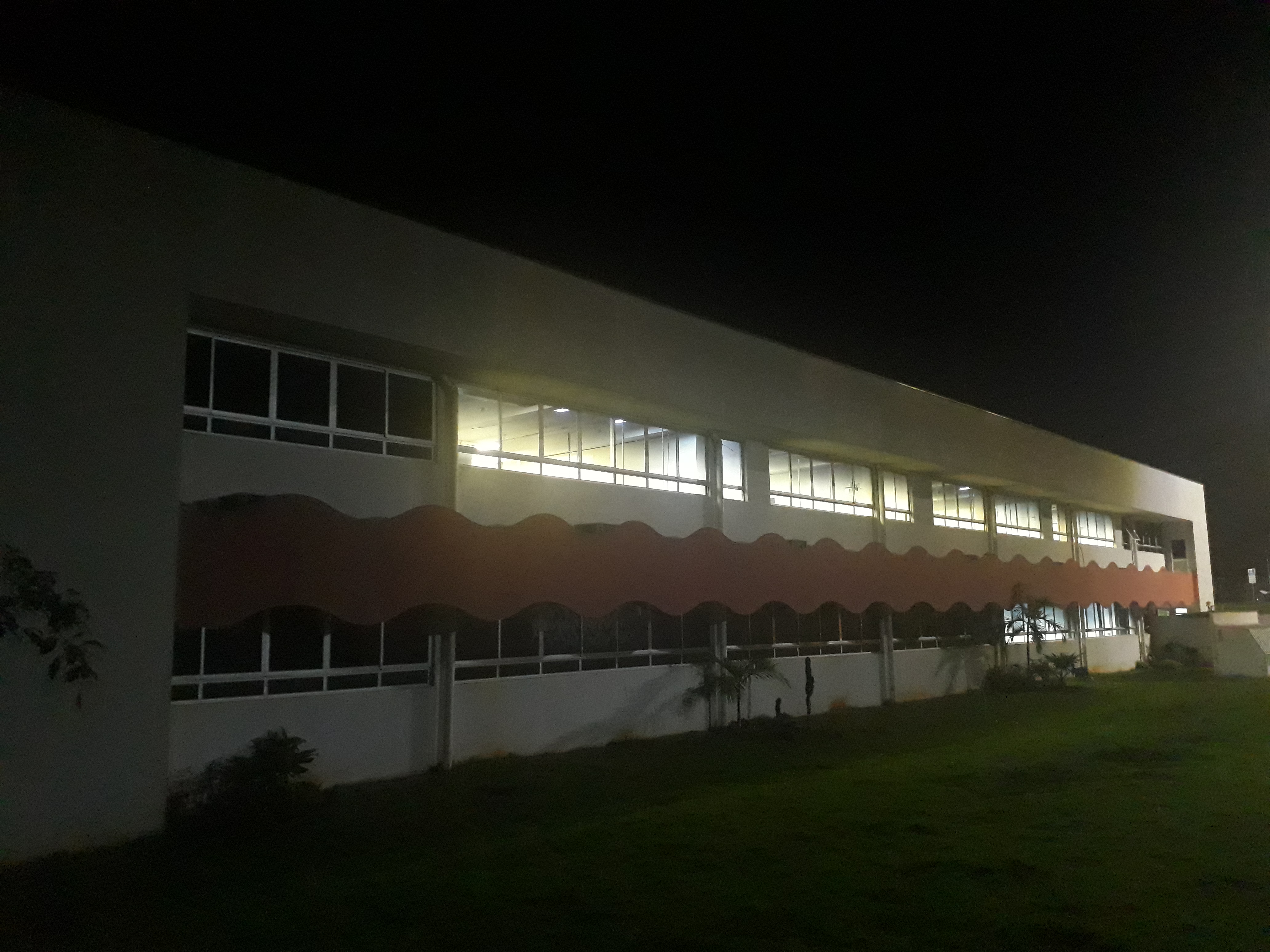
Вид на «кампус» в Телемаку-Борба

Федеральный институт штата Парана (IFPR), основанный в декабре 2008 года в соответствии с законом № 11.892 о создании Федеральной сети профессионального и технологического образования, представляет собой результат трансформации Технической школы Федерального университета штата Парана (ET-UFPR). С обретением административной и педагогической автономии IFPR стал самостоятельным учреждением, способствующим развитию профессионального образования и подготовки кадров.
Кампус в Телемаку-Борба был открыт 29 марта 2010 года и расположен в районе Жардим-Бандейрантес.
Кампус Федерального института штата Парана, расположенный в Умуараме, был открыт 24 мая 2010 года. Он стал преемником бывшего университетского центра штата Парана, который ранее находился в Пальмасе. В феврале 2010-го институт получил федеральный статус, однако его деятельность была приостановлена в 2011 году из-за бюрократических сложностей.
В 2011 году город Лондрина выделил участок площадью около 57 тысяч квадратных метров для строительства нового кампуса IFPR — штаб-квартиры Лондрина. Он расположен на Авенида-да-Либердаде, в районе Глеба Джакутинга, недалеко от кафе "Стадион". Строительство началось в конце 2017 года и завершилось к 2020 году.

## О институте
IFPR тесно сотрудничает с Министерством образования (MEC) через Секретариат профессионального и технологического образования (SETEC). Он предлагает различные уровни образования: высшее, базовое и профессиональное, сосредоточившись на бесплатном профессиональном и технологическом обучении, доступном в разных формах и на разных уровнях. Курсы, предлагаемые IFPR, подразделяются на несколько категорий:
- Очное образование

Курсы предлагаются на различных уровнях и в разнообразных форматах, включая начальное образование (FIC), образование для молодежи и взрослых (EJA), среднее образование, интегрированное с техническими курсами, а также сопутствующие или последующие технические курсы. Кроме того, есть возможность получить высшее и послевузовское образование.
- Дистанционное обучение

EAD предлагает курсы различного уровня, которые реализуются с использованием современных интернет-технологий, включая виртуальную учебную среду Moodle. В рамках этой программы студенты посещают очные занятия (20% занятий проводятся в центре поддержки, который расположен в нескольких муниципалитетах штата Парана). В городах, где нет кампусов IFPR, дистанционное обучение доступно в партнерстве с префектурами. Некоторые курсы включают 20% очных занятий, в то время как другие полностью состоят из дистанционного обучения. Кроме того, IFPR сотрудничает с другими учреждениями, такими как SENASP (Национальный секретариат общественной безопасности), для реализации курса "Технолог общественной безопасности". Этот курс полностью онлайн, с очными тестами, предназначен исключительно для сотрудников сил общественной безопасности, включая гражданскую и военную полицию, пожарных и муниципальную охрану.
В настоящее время сектор дистанционного образования (EAD) IFPR предлагает 25 кампусов, расположенных по всему штату Парана, а также центры очной поддержки в более чем 230 городах этого штата и во всех других штатах федерации. В 2019 году институт предлагает 43 очных технических курса, 11 технических курсов в дистанционном формате, 20 очных курсов более высокого уровня, 3 курса специализации в очной форме и 1 курс специализации в дистанционном формате — все они являются общедоступными и бесплатными. Ежегодно около 26 тысяч студентов выбирают между очными и дистанционными курсами обучения, что свидетельствует о высокой востребованности образовательных услуг IFPR.

## Кампусы
- Куритиба
- Асис-Шатобриан
- Каскавел
- Кампу-Ларгу
- Фос-ду-Игуасу[5]
- Ирати
- Ивайпоран
- Жакарезинью
- Лондрина
- Палмас
- Паранагуа
- Паранаваи[6]
- Телемаку-Борба
- Умуарама
- Жагуариаива
- Пиньяйс
- Питанга
- Униан-да-Витория[3]

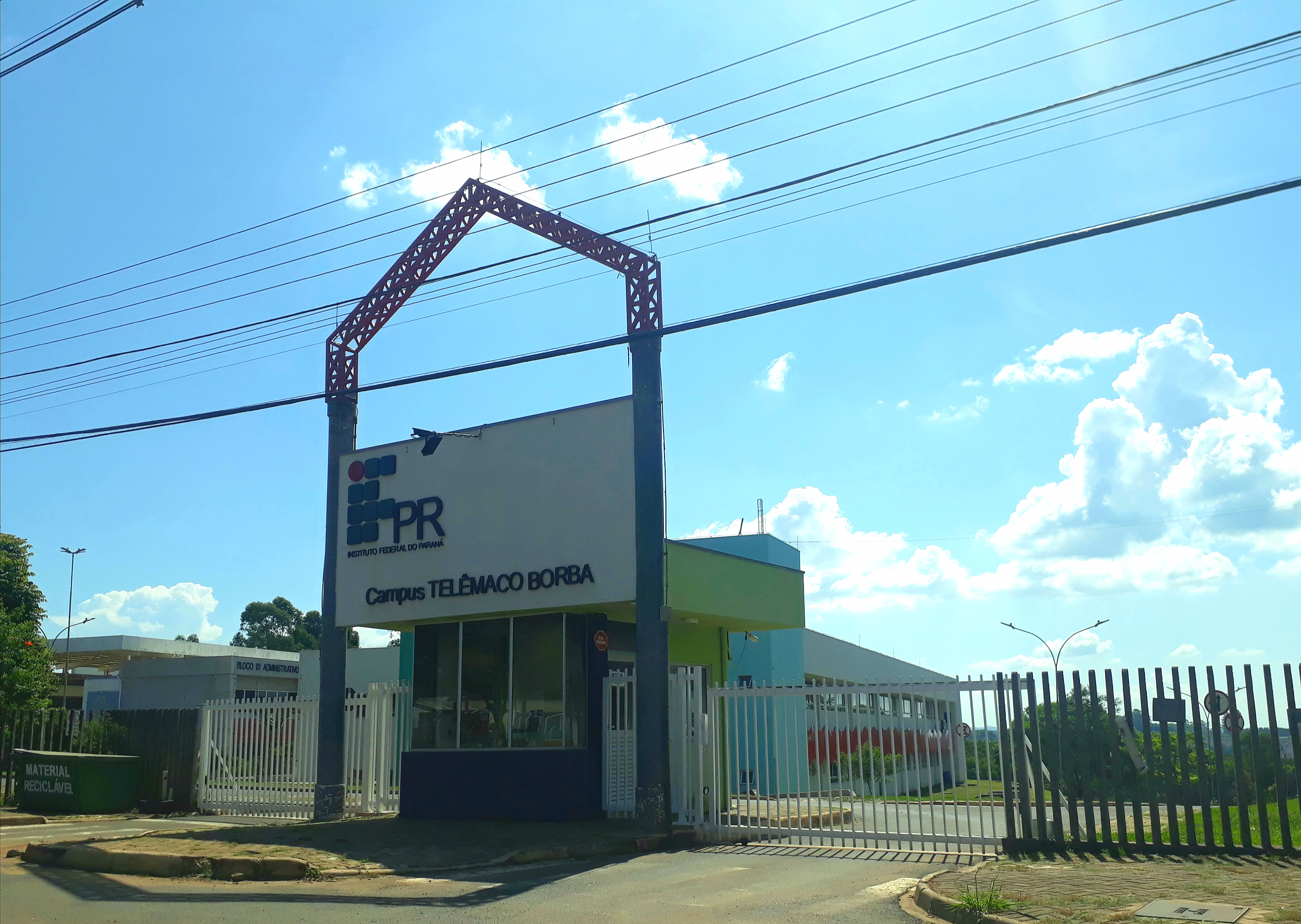
Кампус IFPR в Телемаку-Борба

И современные кампусы в городах Асторга, Барракан, Коронел-Вивида, Гойоэре и Кедас-ду-Игуасу.